# Йохан II фон Вертхайм
Йохан II фон Вертхайм (на немски: Johann II von Wertheim; * ок. 1360; † сл. 29 март 1444) е граф на Вертхайм.
Той е син на граф Йохан I фон Вертхайм († 23 юни 1407) и първата му съпруга Маргарета фон Ринек († 1378/1390), дъщеря на Герхард V фон Ринек и Имагина фон Бикенбах († 1367), вдовица на Куно II фон Фалкенщайн-Мюнценберг († 1333). Баща му се жени втори път 1391 г. за принцеса Гута фон Тек († 1409), дъщеря на херцог Фридрих III фон Тек († 1390) и Анна фон Хелфенщайн (+ 1392). По-малкият полубрат на Йохан II е граф Михаел I († 1440).

## Фамилия
Йохан II се жени на 29 октомври 1398 г. за Мехтилд фон Шварцбург (* ок. 1360; † 1435), дъщеря на граф Гюнтер XXII фон Шварцбург († 1382) и принцеса Гертруд фон Анхалт-Бернбург († 1348), дъщеря на княз Бернхард III фон Анхалт-Бернбург. Те имат децата:
- Маргарета († 1424), омъжена ок. 30 август 1412 г. за Хайнрих VIII фон Гера (1404 – 1426)
- Георг I фон Вертхайм († 1453), граф на Вертхайм, женен на 14/20 октомври 1415 г. за Анна фон Йотинген-Валерщайн († 1461)
- Йохан фон Вертхайм († 18 февруари 1433 в женския манастир Кицинген)
- Валпурга
- Албрехт фон Вертхайм (* 1412; † 18 август 1466 в Бамберг)
- Лудвиг фон Вертхайм († 2 февруари 1466)
- Агнес († ? 1477)
- София
- Елизабет
- Мехтилд